# Максимкин Яр
Макси́мкин Яр — деревня в Верхнекетском районе Томской области России. Входит в состав Степановского сельского поселения.

## География
Деревня находится в восточной части Томской области, в пределах Кетско-Тымской равнины, на левом берегу реки Кеть, на расстоянии примерно 103 километров (по прямой) к востоку-северо-востоку (ENE) от рабочего посёлка Белый Яр, административного центра района. Абсолютная высота — 97 метров над уровнем моря. Правый берег Кети, почти напротив устья р. Утки, на протоке.

### Часовой пояс
Деревня Максимкин Яр, как и вся Томская область, находится в часовой зоне МСК+4. Смещение применяемого времени относительно UTC составляет +7:00.

## История
Деревня — исторический населённый пункт южных селькупов (группа сюссюкум/сюссыкум), одно из наиболее древних южноселькупских поселений. Входили в Иштановскую (Ишталовскую) инородческую волость Нарымского края.

### Археология, устная и древняя история
На Кети местность вокруг поселения Максимкин Яр, существующего до настоящего времени, чрезвычайно насыщенна разновременными археологическими памятниками. У Спафария юрты князца Максимки (зимние и летние) упомянуты на левой стороне рч. Максимкиной, впадающей в Кеть рядом с рч. Пыгмой, принадлежавшей князцу Пыгме. В списке Миллера юрты Максимкины в составе Иштановской волости не упоминаются.
Местность вокруг юрт Максимкиных в XIX — XX в. была окутана фольклорными сюжетами. Так, например, А. Ф. Плотниковым было записано, что «Инородцы указывают на большое возвышение, находящееся против села (от 7—8 саженей, покрытое сосновым лесом) и называют его богатырским островом, на котором в бору будто бы жили богатыри – начальники их некрещеных предков. В 5 верстах близ Максимкина Яра в боровом месте есть озеро…, которое инородцы называют диким озером (лозиль то – озеро чертей)…даже в самую тихую погоду по нему носятся островки». А.П. Дульзон зафиксировал рассказ, что у Максимкиного Яра землянка богатыря стала впоследствии «богатырским островом» около посёлка: на её крыше вырос лес. Также А.П. Дульзон описал целый ряд селькупских археологических памятников около Максимкина Яра: 2 богатырских городища, 3 богатырских древних селения, 2 иных городища и одно иное древнее селение, курганный могильник и курганы.
Томскому этнографу Г.И. Пелих на Кети удалось записать предания о битвах у Полуденной старицы и у посёлка Максимкин Яр. Об этих битвах записано несколько вариантов одних и тех же преданий. Многие из информаторов Г.И. Пелих в начале 1950-х гг. сами слышали эти длинные повести, но помнили из них очень немногое. Все рассказы такого рода на тот момент были слишком краткие и фрагментарные. Помнили их многие, но всюду рассказывали очень коротко, одно и то же.
Рассказывают о городах, которые здесь стояли, пока их не разгромили верховские богатыри. О том, как, готовясь к битве, кетские богатыри запасали на городских валах огромные бревна, а затем сбрасывали их на наступающих врагов. О том, что они загораживали реку заостренными кольями, обращенными острием навстречу врагам. Более подробно и очень конкретно (с указанием места действия) рассказывают о расправе победителей с побеждёнными, о том, как после поражения было перебито все население Полуденного и Максимоярского городищ (включая женщин и детей). Из Максимоярского городка спасся будто бы один человек, а из Полуденовского никто не вышел. В каждом случае обские богатыри вырывали одну общую могилу, куда сбрасывали трупы и засыпали землей. Теперь (1950-е гг. — 1970-е гг.) будто бы на Богатырском мысу (посёлок Максимкин Яр) и в Полуденном бору местные жители все время находят человеческие кости и железные стрелы.
Жили на Кети богатыри. Их было два брата. Жили они по двум сторонам Анги; пилу и топор перекидывали друг другу. У Ибескиных юрт есть гора. Там стоял дом большого богатыря. У него был работник. Раз спал он в избушке и слышит — гром гремит. Вот он посылает работника: «Иди, скажи грому, чтобы он не гремел, а то спать мешает». Работник пошёл, сказал грому: «Не греми». А он все гремит. Он (работник) зашёл и говорит хозяину: «Он не слушается». Хозяин снова послал его, ступкой, толкнул, говорит: «Иди, лук возьми и застрели его (гром)». Послушался он. Как выстрелил — стрела в самый гром попала. Отлетел от грома осколок и упал на землю на раздельное место. Там, где он упал, сделалось большое озеро: 7 вёрст в длину и 4 версты в ширину. Это — раздельное озеро (по каналу): оно течет и в Кеть, и в Енисей. А гром как раньше гремел, так и сейчас гремит. А сам богатырь как только выстрелил, так и застыл с натянутым луком. Сделался камнем и в землю ушёл. Потом он стал выходить из земли. Теперь уже до пояса вышел. Он на острове у Ибескиных юрт стоит, на косогоре. Вышиной в две лесины косогор. Один молодой парень залазил туда. Он багром деревянным за лесины зацепился и залез. Видит — наверху каменный человек по пояс в земле стоит. На руке держит лук вверх, а вторую руку держит так, будто только что стрелу пустил. Глаза — с блюдце, сам — 2 метра в крыльцах. Раньше народ боялся шевелить его. Парень ушёл, только посмотрел. Теперь молодой народ ищет его, да не может найти. Ещё при мне старик Герасим знал, где остров, но сам не бывал. А другие боятся близко подходить. Чудится всё: ночью то заговорят, то застукают. Когда пожар был, всё сгорело, один этот остров остался.Записано Галиной Ивановной Пелих летом 1951 г. со слов селькупа Ермолина Ивана Яковлевича в п. Максимкин Яр, на Кети
В 1999-м гг. от местного жителя — селькупа из Максимкиного Яра Ивана Карелина — была записана легенда о том, что когда-то жили здесь два богатыря-воина и начали они бороться меж собой. Один кинул копьё, и оно не долетело до противника, но в полете прорубило лес и землю, где пролегла потом Кеть и разделила сосновый бор своим руслом. Другой воин кинул топор и также не докинул до противника. В том месте пролегла речка Анга. Кеть и Анга вместе образуют остров, называемый богатырской горой.

### Селькупские ремёсла
До начала XX в. среди селькупов р. Кеть были мастера по отысканию больших самородных камней для хозяйственных нужд. Есть свидетельство, что в конце XIX в. крупный самородный камень у Максимкина Яра обнаружил селькуп Сербин. Камень лежал «в край Кети», от Кети метров 20—30; он имел 3 м длины, 0,5 м высоты».

## XIX—XX вв.
На 1885 год — село кочевых инородцев с населением 59 человек; церковь и казённый магазин.
Основными селькупскими фамилиями здесь были Ермолины, Сопыряевы, Арбалдаевы. В 1897 г. здесь насчитывалось 15 хозяйств — 32 селькупа и 38 человек русских жителей. В 1911 г. 10 хозяйств — 28 селькупов и 26 русских.
По данным 1926 года в Максимояровских юртах имелось 14 хозяйств и проживало 89 человек (в основном — остяки).  В административном отношении являлись центром Максимояровского сельсовета Колпашевского района Томского округа Сибирского края.

## Население
| 1920 | 2002 | 2010 | 2012 | 2013 | 2014 | 2015 |
| ---- | ---- | ---- | ---- | ---- | ---- | ---- |
| 54   | ↘20  | ↘4   | →4   | ↘1   | ↗2   | →2   |
| 2021 |      |      |      |      |      |      |
| ↘1   |      |      |      |      |      |      |

Гендерный состав
По данным Всероссийской переписи населения 2010 года в гендерной структуре населения мужчины составляли 75 %, женщины — соответственно 25 %.
Национальный состав
Согласно результатам переписи 2002 года, в национальной структуре населения русские составляли 60 %.

## Улицы
Уличная сеть деревни состоит из одной улицы (ул. Геологов).

## Люди, связанные с Маскимкиным Яром
- Яков Свердлов — ссыльный революционер.